# گلیشا (کانزاس)
گلیشا (به انگلیسی: Galatia) شهری در ایالت کانزاس کشور ایالات متحده آمریکا است که جمعیت آن در سرشماری سال ۲۰۱۰ میلادی، ۳۹ نفر بوده‌است.